# Perikles liktal

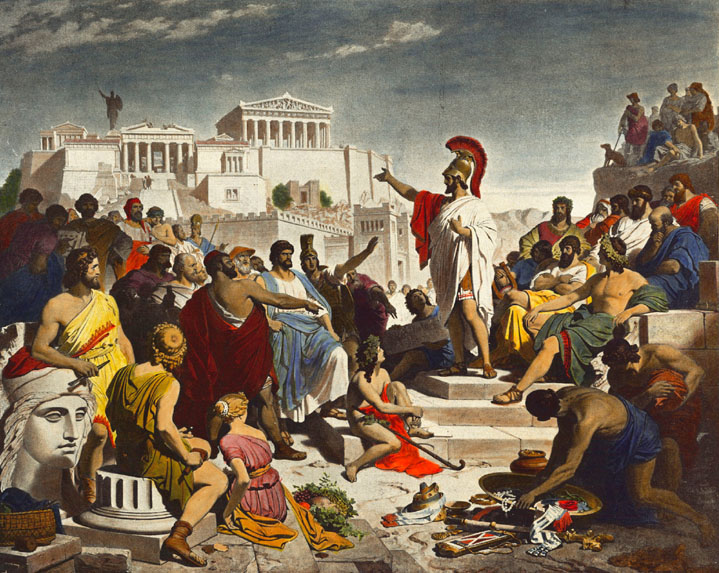
Perikles håller liktalet.

Perikles liktal avser ett tal som hölls av den atenske statsmannen Perikles i början av peloponnesiska kriget (431–404 f.Kr.) . Talet omnämns i Thukydides Historia om det peloponnesiska kriget
Perikles tal är ett gravtal, epitaphios logos (Grek: ἐπιτάφιος λόγος), det vill säga ett formellt tal hållet vid en ceremoni som hölls vid begravningen. Begravingsceremonier omfattar de handlingar som används i en kultur för att minnas de döda, exempelvis själva begravningen, monument, böner och ritualer för att hedra de döda.  I det antika Grekland, och särskilt i Athen, ansågs gravtalet vara en omistlig del av själva begravningsceremonin.   
Talet är mycket uppsluppet, även för sin tid och kultur. Det som gör talet historiskt är dock det faktum att det troligen är världens första lovtal till demokratin. Därför är talet än i dag värt att analysera ur ett retoriskt perspektiv. Med skarpt öga kan man känna igen grepp som ännu i dag används i prisande av demokratiskt statsskick.
Talet var ett måste för Perikles att hålla eftersom det var en etablerad praxis i slutet av 400-talet f.Kr att hålla ett offentligt tal för alla dem som dött i krig.  Perikles bryter dock medvetet mot en rad olika seder när han håller talet, Perikles börjar med att erkänna sin traditionsavvikelse för att sedan förklara motivet till denna handling. Talets början (exordium inom retoriken) lyckas genom sin traditionsavvikelse med det kanske viktigaste inom talarkonsten; det väcker lyssnarnas intresse. En annan faktor som gör talet avvikande i förhållande till vanliga begravningstal, är att talaren ägnar relativt lite tid åt att hylla de döda. Istället fokuserar Perikles större delen av talet på att hylla den atenska traditionen och kulturen, och framför allt dess demokratiska statsskick. De döda hyllas indirekt genom allt det som talet hyllar.

## Författare
Det råder en del frågetecken kring vem som skrev begravningstalet eftersom Perikles hade en relation med Aspasia, en intellektuell hetär som har beskrivits som den första kvinnliga retorikläraren. I Menexenus, en sokratisk dialog av Platon, hävdar Sokrates att Aspasia hade skrivit ett lovtal till staden Athen, ett lovtal som Sokrates menar är grunden för Perikles begravningstal.  I dialogen uppgav Sokrates att han hört Aspasia träna på ett gravtal till de som dog i kriget och att hennes tanke var att den utvalde talaren delvis skulle improvisera och delvis använda stödord som hon själv sammansatt.
Gravtalet skrevs också ned i en av Thukydides många texter, en man som föddes någon gång mellan 460 och 455 f.Kr., och som skrev ner många historier från sin samtid. I hans berömda historia Peloponnesiska kriget, finns Perikles gravtal antecknat men det råder inga tvivel om att Thukydides har redigerat om talet i sina böcker. Thukydides hävdar att böckerna endast skall representera en ide av talet och därför presenteras talet inte ordagrant.

## Innehåll
Talet börjar med prisa traditionen med den offentliga begravningen för de döda, men kritiserar inkluderingen av talet och hävdar att "många modiga mäns rykte" inte borde äventyras i munnen av en enda individ. Många värdeord används strategiskt i talet, såsom frihet, rättvisa, tolerans och mod. Perikles motiverar sedan varför dessa ord stämmer in på just Ahten. Intressant är att fokus inte ligger på Athens territoriella utsträckning eller på hur mäktig dess militär är. Athen var under denna tid en relativt stark militärmakt, men andra nationer kunde också uppvisa militär styrka. Inte heller ligger betoningen i talet på att atenarna skulle vara överlägsna som ras eller ha någon mer gudomlig rätt än andra, men han nämner att det är en stor ära att kämpa för sitt land.
Fokuset ligger på statsskicket och Perikles prisar de krigsdöda genom att glorifiera staden som de dog för.  Athen framställs som ett föregångsland och en unik företeelse. Det talas om den politik som är sådan att medborgarna själva känner igen den från sin egen vardag. Till exempel säger Perikles att alla har rätt att delta i politiken oavsett börd. Han talar om att Athen inte styrs av få utan av många. Därmed framställs Athen som ett undantag inte bara i förhållande till Sparta utan till hela världen. Kriget mot Sparta görs till något som hotar alla de rättigheter som Athen bibringar sitt folk. Kriget blir därmed helt plötsligt något ytterst personligt för atenarna.
Athen jämförs även med Sparta när det gäller krigshandlingar. Inte för att Ahten skulle ha större arméer eller bättre organiserade trupper, utan för att Sparta tillsammans med sina allierade attackerar Athen. Genom denna jämförelse dekonstruerar Perikles spartanernas påstådda största dygd, nämligen deras mod.

## Talets betydelse
Det traditionsavvikande talet var början på en trend som flera talare senare skulle anamma, därbland vid Lincoln Gettysburg-talet i samband med slaget vid Gettysburg. Abraham Lincoln talade, likt Perikles, om att de döda inte dött förgäves utan att de hade givit sina liv till Amerikas förenta stater och dess efterlevande. Denna form av tal lade fokus på staten och vilken ära det är att dö för sitt land. 
Gravtalet har enligt många klassats som början på Athens fall eftersom Perikles gjorde sig till en förespråkare för en militärstat. Fokuset under hela talet ligger endast på stadens skönhet och vilken ära det är för alla militärer att kriga för ett sådant land, och inget fokus på att alla krigare var enskilda individer. Ett tal som detta skulle endast idag passa in i en diktatur och kanske var kränkningarna av individens frihet en av orsakerna till att Athen föll.